# Peischelspitze
Die Peischelspitze ist ein 2512 m ü. A. hoher Nebengipfel der Ellbogner Spitze in der Peischelgruppe in den Allgäuer Alpen, deren Namensgeber sie ist.

## Lage und Umgebung
Der Nordgrat verbindet die Peischelspitze über die Hochalpscharte mit dem Felsmassiv des Hohen Lichts. Die Klotzemannscharte im Südwestgrat trennt den Gipfel von der Ellbogner Spitze. Im nach Osten verlaufenden Grat schließt sich der Wilde Kasten an.

## Besteigung
Die Peischelspitze kann aus Oberellenbogen in gut 4 Stunden bestiegen werden. Der Weg führt zunächst über eine Forststraße und später auf einem Steig durch steiles bewaldetes Gelände auf die Sattelebene. Von dort geht es weglos in das Peischelkar und in eine Gratlücke östlich des Gipfels, danach auf den Grat und in alpiner Schwierigkeit UIAA I in einer Rinne zum Gipfel.